# Карин Бајер
Карин Бајер  (Келн, 1965) је немачка позоришна редитељка.

## Биографија
Када је имала 21 годину, у Келну је основала позоришну трупу на енглеском језику Countercheck Quarrelsome (CCQ). Њена трупа је изводила Шекспирова дела по фабрикама и изложбеним халама.
Постављала је позоришне продукције у Хамбургу, Бохуму, Цириху и Бечу.
Од 2007. је обављала функцију келнског „Шаушпил Келн“ (Schauspiel Köln).
Када је градска власт у Келну предвидела рушење старе зграде позоришта и изградњу нове, Бајер је предводила грађанске протесте који су издејствовали одустајање од рушења.
Додељена јој је Стеријина награда за режију.

## Одабрана театрографија
- Год Саве Америца, 2005.[2]
- Професионалац